# Cambodge aux Jeux olympiques d'été de 2000
Le Cambodge participe aux Jeux olympiques d'été de 2000 à Sydney. Sa délégation est composée de 4 athlètes répartis dans 2 sports et son porte-drapeau est le marathonien To Rithya. Au terme des Olympiades, la nation n'est pas à proprement classée puisqu'elle ne remporte aucune médaille. 

## Nombre d'athlètes qualifiés par sport
Voici la liste des qualifiés et sélectionnés Cambodgiens par sport (remplaçants compris) :
| Sport      | Hommes | Femmes | Total |
| ---------- | ------ | ------ | ----- |
| Athlétisme | 1      | 1      | 2     |

## Liste des médaillés cambodgiens
Aucun athlète cambodgien ne remporte de médaille durant ces JO.

## Athlétisme

### Hommes
| Athlète   | Épreuve  | Séries  | Séries  | Quarts de finale | Quarts de finale | Demi-finales | Demi-finales | Finale          | Finale |
| Athlète   | Épreuve  | Temps   | Rang    | Temps            | Rang             | Temps        | Rang         | Temps           | Rang   |
| --------- | -------- | ------- | ------- | ---------------- | ---------------- | ------------ | ------------ | --------------- | ------ |
| To Rithya | Marathon | Eliminé | Eliminé | Eliminé          | Eliminé          | Eliminé      | Eliminé      | 3 h 03 min 56 s | 80e    |

### Femmes
| Athlète      | Épreuve | Séries  | Séries | Quarts de finale | Quarts de finale | Demi-finales | Demi-finales | Finale  | Finale  |
| Athlète      | Épreuve | Temps   | Rang   | Temps            | Rang             | Temps        | Rang         | Temps   | Rang    |
| ------------ | ------- | ------- | ------ | ---------------- | ---------------- | ------------ | ------------ | ------- | ------- |
| Ouk Chanthan | 100 m   | 14 s 13 | 8e     | Eliminé          | Eliminé          | Eliminé      | Eliminé      | Eliminé | Eliminé |